# Orizzonti perduti
Orizzonti perduti (Horizontes perdidos en español), es el álbum de estudio número 13 del cantante  Franco Battiato, lanzado en 1983 por el sello discográfico EMI Italiana.

## Canciones
1. «La stagione dell'amore»
2. «Tramonto occidentale»
3. «Zone depresse»
4. «Un'altra vita»
5. «Mal d'Africa»
6. «La musica è stanca» - (compuesto por Franco Battiato y Tommaso Tramonti)
7. «Gente in progresso»
8. «Campane tibetane»

La escritura y arreglos del resto de temas son de Franco Battiato.

## Elenco
- Giusto Pio - violín
- Filippo Destrieri - teclados
- Luigi Tonet - MicroComposer
- Simone Majocchi - programación PPG
- Gianfranco D'Adda - percusión

- Datos: Q3885911